# Las Valeras
Las Valeras é um município da Espanha na província de Cuenca, comunidade autónoma de Castilla-La Mancha, de área 113,04 km² com população de 1634 habitantes (2004) e densidade populacional de 12,38 hab/km².

## Demografia
| Variação demográfica do município entre 1991 e 2004 | Variação demográfica do município entre 1991 e 2004 | Variação demográfica do município entre 1991 e 2004 | Variação demográfica do município entre 1991 e 2004 |
| --------------------------------------------------- | --------------------------------------------------- | --------------------------------------------------- | --------------------------------------------------- |
| 1991                                                | 1996                                                | 2001                                                | 2004                                                |
| 1428                                                | 1443                                                | 1502                                                | 1399                                                |